# گرتا (نیو ساوت ولز)
گرتا (به انگلیسی: Greta) یک حومه شهر در استرالیا است که در نیو ساوت ولز واقع شده‌است.